# Frank Atherton
Frank Atherton é um médico britânico que é Chief Medical Officer do País de Gales.

## Naturalidade
Atherton é de Lancashire, na Inglaterra.

## Carreira
Atherton foi ex-director médico adjunto do Departamento de Saúde e Bem-Estar da Nova Escócia, no Canadá, director de saúde pública no norte de Lancashire e presidente da Associação de Directores de Saúde Pública do Reino Unido. Ele foi nomeado Chief Medical Officer para o País de Gales em abril de 2016, após a aposentadoria da antecessora, Dra. Ruth Hussey.

### Pandemia do COVID-19
Durante a pandemia COVID-19 no País de Gales, Atherton disse que estava a tentar reduzir o risco de transmissão tomando "todas as medidas apropriadas".